# Анаксімандр
Анаксімáндр, Анаксимандр Мілетський (з Мілета) (дав.-гр. Αναξιμανδρος; близько 610 до н. е. — 546 до н. е.) — старогрецький математик, астроном і філософ, представник мілетської школи. Був учнем Фалеса Мілетського і вчителем Анаксімена. Вважається першим античним філософом, який особисто записував своє вчення, а його трактат «Про природу» — першим відомим прозовим текстом стародавньої Греції.
Розвиваючи матеріалізм свого вчителя Фалеса, він визначав першоосновою всіх речей нескінченну, невизначену матерію — «апейрон». Виявом стихійної діалектики Анаксімандра є вчення про походження і загибель незліченних світів. Одним з перших, хоч і в наївній формі, він дав природничо-історичне пояснення утворення світу і походження людини від тварини.
Анаксімандр здійснив першу спробу створення систематичного курсу для викладання геометрії.

## Біографія

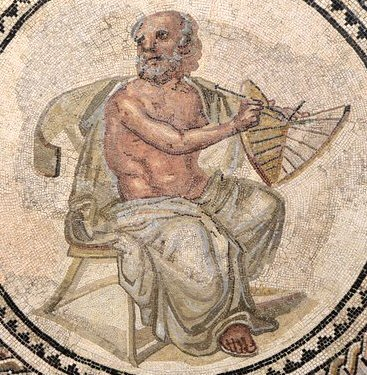
Давньоримська мозаїка в Трірі, датована початком III століття н. е., зображує Анаксімандра з сонячним годинником

Анаксімандр, син Праксіада, народився на третій рік 42-ї олімпіади (610 до н. е.).
Встановити точну хронологію його діяльності неможливо, оскільки жодне джерело не містить прямих хронологічних вказівок. Фемістій, ритор IV століття Візантійської імперії, згадує, що Анаксімандр був «першим з відомих греків, хто написав твір про природу». Отже, його праці належать до перших прозових творів Західного світу. На час Платона його філософія була майже забута, і лише Арістотель, його наступник Теофраст та кілька доксографів донесли до нас уривки знань про нього. З праць Арістотеля відомо, що Фалес, також із Мілета, передував Анаксімандру. Хоча існують суперечки щодо того, чи був Фалес учителем Анаксімандра, немає сумнівів, що його ідея про походження всього з води мала на Анаксімандра значний вплив. Безсумнівним є й те, що вже в давнину греки вважали Анаксімандра представником мілетської моністичної школи, яку започаткував Фалес, продовжив Анаксімандр, а завершив Анаксімен.
Римський ритор III століття Еліан зображує Анаксімандра як керівника мілетської колонії в Аполлонії на узбережжі Чорного моря, що може свідчити про його вагоме суспільне становище і лідерські здібності.
Останні роки життя Анаксімандр провів як підданий перської Імперії Ахеменідів. За словами Аполлодора Афінського, грецького граматика II століття до н. е., Анаксімандру було 64 роки на другий рік 58-ї олімпіади (547–546 до н. е.), і невдовзі після цього він помер.

## Праці
Анаксімандр, крім філософського вчення, відомий тим, що першим з давньогрецьких філософів власноруч записував свої думки. Головний трактат «Про природу» до нашого часу втрачений, відомі лише фрагменти, цитовані Сімпліцієм. Вважається, що за часів Арістотеля трактат зберігався в біблотеці Ліцею, а в I ст. його копія знаходилася в Александрійській бібліотеці. Інші — «Навколо Землі», «Про нерухомі тіла» та «Сфера» втрачені цілком.

## Вчення

### Апейрон
На противагу Фалесу, котрий вважав, що першооснова всіх речей подібна на воду, проявляється в різних формах і є джерелом руху, Анаксімандр розробив вчення про апейрон. Ця першооснова за різними трактуваннями є або рівномірною сумішшю всіх стихій, або дечим середнім між ними. Апейрон нескінченний і невизначений, тому з нього можуть утворюватися всі речі та перетворюватися одні в одних. Апейрон вічний і йому властивий постійний рух, він приводить в рух все у світі, при цьому сам апейрон не рухає ніщо.
Анаксімандр критикував вчення Фалеса, вказуючи, що вода може бути тільки вологою, отже не може породжувати всі речі. Тому уявлення про першооснову як подобу води хибне. Натомість він пропонував, що протилежності сухе-вологе і гаряче-холодне, котрі виникають з апейрона, породжують різні стихії: Землю (сухе і холодне), Воду (вологе і холодне), Повітря (вологе і гаряче), Вогонь (сухе і гаряче).

### Космологія

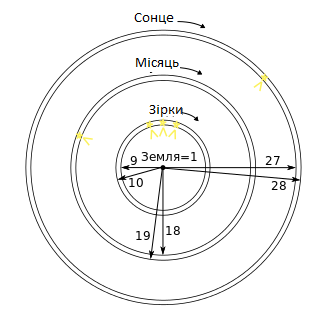
Система світу Анаксімандра (одна з сучасних реконструкцій)

Згідно Анаксімандра, в центрі світобудови збирається важка стихія Землі, оточена легшою Водою, а далі Повітрям і Вогнем. Під дією Вогню Вода випаровується і з неї проступає Земля, утворюючи сушу.
Земля має форму циліндра, висота якого становить 1/3 діаметра. На його верхній основі розташований відомий грекам світ. Цей циліндр міститься у Воді, котра в свою чергу спирається на безмежний апейрон.
Навколо Землі знаходяться три порожніх кільця, наповнених Вогнем, розділені непрозорим Повітрям. В найближчому, де Вогню найменше і він найслабший, є безліч отворів, Вогонь, видимий крізь них, є зорями. Діаметр зоряного кільця в 9 чи 10 разів більший, ніж діаметр земного циліндра. В середньому кільці Вогню більше і є лише один великий отвір, який є Місяцем. Цей отвір непостійний, чим Анаксімандр пояснював зміну фаз Місяця й місячні затемнення. Діаметр кільця складає 18-19 діаметрів Землі. В третьому кільці міститься найсильніший Вогонь та отвір, що є Сонцем. Його отвір також непостійний і час від часу закривається, результатом чого є сонячні затемнення. Його діаметр — 27-28 діаметрів Землі.

### Метеорологія
Анаксімандр пояснював грім під час грози зіткненням хмар між собою. Зіткнення струменів повітря породжує вогонь, який є блискавками.

### Походження життя і людини
Згідно з Анаксімандром, життя виникло у воді, коли з неї ще не проступила суша. Першими істотами були риби, утворені з теплої води. Людина з'явилася всередині риб як дитина і вийшла з них уже дорослою на сушу.

### Вклад у географію

Мапа Землі за Анаксімандром (одна з сучасних реконструкцій)

Анаксімандр познайомив давніх греків із гномоном, запозиченим у Вавилонії. Першим накреслив карту світу з використанням масштабу, в центрі якої перебувала Греція, яку оточували землі Європи і Азії, що були тоді відомі. Карта мала форму кола, весь суходіл був оточений океаном. Мислитель вважав, що десь на півночі повинні бути високі гори, за якими Сонце і повертає на схід. Тінь, що відкидають ці гори, є причиною феномена ночі.
Використовував поняття Європа («Ереб» — ассирійський захід) та Азія («Ассу» — ассирійський схід), межа між ними проходить по річці Фасіс (Ріоні на Кавказі) або по Танаїсу (Сіверський Донець та Нижній Дон) та Чорному морю. Лівію (відому грекам Африку) від Азії відділяє річка Ніл. Європу та Лівію розділяє Середземне море.